# 2004 Creuza de mä
2004 Creuza de mä è il quinto album in studio  del cantante italiano Mauro Pagani, pubblicato nel 2004.

## Descrizione
È una riproposizione dell'album Creuza de mä, scritto nel 1984 a quattro mani con Fabrizio De André, considerato questo uno dei capolavori della musica italiana degli anni ottanta. In particolare, questi due album sono caratterizzati dall'uso del dialetto genovese antico e da una musica di ispirazione etnica e mediterranea.
Ai brani originali riarrangiati e cantati da Pagani si aggiungono alcuni brani nuovi pure di ispirazione etnica, e un brano (Mégu megún) tratto dall'album successivo (Le Nuvole) della stessa coppia di autori. Il testo del brano Neutte è la traduzione in genovese di una poesia del poeta greco Alcmane.
Il musicista Giorgio Cordini ha collaborato all'album suonando chitarra, mandolino e bouzouki. Altri musicisti che hanno suonato nel disco sono: Max Gabanizza (basso), Joe Damiani (batteria), Eros Cristiani (tastiere), Gavino Murgia (sax), Arnaldo Vacca (percussioni) e Mauro Di Domenico (chitarra).

## Tracce
1. Al fajr (non presente in Creuza de mä - in ebraico Emil Zhrian voce) - 1:55
2. Creuza de mä - 5:23
3. Jamín-a - 3:26
4. Sidún (cantata in parte in ebraico - Emil Zhrian e in parte in arabo - Mouna Amari) - 5:53
5. Sinàn Capudàn Pascià - 4:55
6. 'Â pittima - 2:49
7. Quantas sabedes (non presente in Crêuza de mä) - 3:09
8. Â duménega - 3:28
9. D'ä mê riva - 3:17 (Andrea Parodi - ex Tazenda voce)
10. Mégu megún (tratto dall'album Le nuvole) - 5:20
11. Neutte (non presente in Crêuza de mä) - 3:03

## Crediti
- Mauro Pagani - voce, bouzouki, od, flauti, violino a plettro, sax
- Giorgio Cordini - chitarra, bouzouki, mandolino
- Max Gabanizza - basso
- Eros Cristiani - tastiere
- Mauro Di Domenico - chitarra
- Joe Damiani - batteria
- Arnaldo Vacca - percussioni
- Gavino Murgia - sax